# Garakeutuk
Garakeutuk est un village de la région de Khodjaly en Azerbaïdjan.

## Population
Elle compte 172 habitants en 2005.